# Auga Seca
Auga Seca é uma série de televisão luso-galega exibida em 2020 pela RTP1 e pela TVG e produzida pela SPi e pela Portocabo.
A série também está disponível para streaming no HBO Max.

## Elenco

### Portugueses
- Victoria Guerra, como Teresa, a irmã de Paulo
- Joana Santos, como Laura, proprietária de um café em Vigo
- Adriano Luz, como Lázaro, ex-militar.
- João Arrais, como Paulo, o falecido
- João Pedro Dantas, como o polícia português Machado
- Luana Piovani, como a polícia portuguesa Costa
- Marta Andrino, como a polícia portuguesa Lozano

### Galegos
- Serxio Pazos, como o inspetor Viñas
- Monti Castiñeiras, como Mauro Galdón
- Eva Fernández, como Irene Galdón, a mulher de Mauro Galdón
- Santiago Romay, como Fran Galdón, o filho
- Paloma Saavedra, como Silvia Galdón, a filha
- Cris Iglesias, como Gabriela Ferreiro, inspetora da polícia judiciária